# スペインからの手紙 ベンポスタの子どもたち
スペインからの手紙（すぺいんからのてがみ）は、1993年に公開された日本映画。

## ストーリー
スペインに実在する共同体「ベンポスタ子ども共和国」を舞台にしたヒューマンドラマである。主役には、オーディションにより源啓介が選ばれた。

## キャスト
- 飯島明夫：緒形直人
- 田宮奈津子：原田知世
- 飯島良二：源啓介
- 大垣正子：大川陽子
- 飯島昭平：藤田まこと
- 田宮綾子：佐久間良子

## スタッフ
- 製作：櫻井洋三
- 脚本・監督：朝間義隆
- 音楽：堀井勝美
- 主題歌：中西保志「千年前から見つめていた」
- 製作：松竹、トーハン
- 配給：松竹